# Matèria de França
La matèria de França és un conjunt de temes i històries medievals centrats en la cort carolíngia i els seus cavallers, en oposició a la matèria de Bretanya. Inclou moltes de les aventures base de la cançó de gesta occidental, com les narrades a la Cançó de Rotllan i els seus derivats, les proeses de Carlemany i la conquesta cristiana.
La matèria de França no és exclusiva d'aquest país, ja que va inspirar poemes i narracions en tot Europa, incloent-hi l'èpica ibèrica i nòrdica. Té un component més realista que les aventures britàniques als seus inicis, però les últimes històries ja incorporen la màgia i les fades. Sobreviu a l'èpica italiana i els seus personatges apareixen citats sovint a la novel·la de cavalleries.
Segons el poeta medieval Jean Bodel, la matèria de França és el conjunt de llegendes que constitueixen les cançons de gesta de la literatura francesa a l'edat mitjana. S'oposa així a la matèria de Bretanya, història llegendària de les Illes Britàniques, i a la matèria de Roma, interpretació dels poetes medievals de la mitologia grega i de la història de l'antiguitat clàssica. És en la Cançó de Saisnes on podem llegir:
| « | Ne sont que III matière à nul homme atandant, De France et de Bretaigne, et de Rome la grant. | » |

I continua caracteritzant-ne cadascuna: «Aquestes tres matèries no s'assemblen: els contes de Bretanya són tan irreals i seductors! Mentre que els de Roma són cultes i plens de significat i els de França veuen la seva autenticitat confirmada dia a dia».
Entre els personatges centrals de la matèria de França es troba Carlemany i els seus paladins, especialment Rotllan, heroi de la Cançó de Rotllan, i Olivier, guerrer en freqüent conflicte amb el campió musulmà Ferabràs. En els seus orígens, la matèria de França incloïa relats de guerres i de proeses militars, i es basava en els combats entre francs i sarraïns (o moros) en temps de Carles Martel i del mateix Carlemany. La Cançó de Rotllan, per exemple, relata la batalla de Roncesvalles en l'època en què Carlemany acabava d'expulsar els musulmans de la França meridional. Al llarg del temps en què el gènere va ser conreat, els elements fantàstics i màgics van anar a poc a poc adquirint importància en les obres. Bruixots i mags representen personatges negatius, mentre que els herois solen veure's ajudats pel poder màgic de les relíquies.
Després de l'època de les cançons de gesta, els temes de la matèria de França apareixen en altres manifestacions literàries. Un dels exemples més coneguts és el de les epopeies italianes de Ludovico Ariosto, Torquato Tasso i altres autors menors: el relat d'Orland furiós imita directament els cants de gesta. El mateix tema seria imitat més tard en anglès per Edmund Spenser.
Altres relats de la matèria de França es troben igualment en nòrdic antic, llengua en què es va escriure a Noruega al segle xiii la Saga de Carlemany (Karlamagnús saga).

## Components
La matèria de França es pot dividir en tres cicles o gestes segons el focus narratiu. El primer, anomenat Gesta del rei, inclou les proeses atribuïdes a Carlemany, com per exemple la Cançó de Rotllan, Fierabràs, Mainet o la Cançó d'Aspremont. El segon cicle se centra en els paladins carolingis, especialment en Guillem I de Tolosa, i inclou obres com Les Enfances Guillaume o Aliscans. Per contra, el darrer cicle se centra en els nobles enemics de Carlemany, amb Girart de Roussillon, Raül de Cambrai, i d'altres, que suposen un contrapunt en el tractament dels personatges, més adient a les realitats locals per on es cantaven.
Els personatges més rellevants de les tres gestes són:
- Carlemany (el monarca guerrer)
- Rotllan (heroi)
- Olivier (escuder del primer)
- Fierabràs (sarraí)
- Baiard (cavall màgic)
- Oberon (del regne de les fades, inspirarà Shakespeare)